# Lituania ai XX Giochi olimpici invernali
La Lituania partecipò ai XX Giochi olimpici invernali, svoltisi a Torino, Italia, dall'11 al 19 febbraio 2006, con una delegazione di 7 atleti impegnati in quattro discipline.